# ADI-код

Линейное кодирование ADI

ADI-код (англ. Alternate digit inversion code — «Код с поразрядно-чередующейся инверсией») — один из способов линейного кодирования (физического кодирования, канального кодирования, цифровое кодирование, манипуляция сигнала, импульсно-кодовая модуляция). Кодирование применяется для передачи данных на расстояние от передатчика к приёмнику по каналу связи, например по оптоволокну. Является двухполярным, двухуровневым кодом, при котором полярность сигнала на выходе кодирующего устройства инвертируется на каждом втором повторяющемся двоичном разряде. При синхронной передачи данных возникают ситуации, когда передатчик и приёмник рассинхронизированы, что приводит к возникновению ошибок передачи битовой последовательности. В системах цифровой передачи применяют приёмы синхронизации передатчика и приёмника в процессе передачи данных путем ввода битовой детерминированной последовательности, но такая последовательность является избыточной, но чтобы избежать избыточности применяют специальное линейное кодирование, которое позволяет избежать рассинхронизации приёмника с передатчиком, за счёт того, что приёмник будет синхронизироваться в моменты времени когда меняется состояние сигнала (происходит переход с одного энергетического уровня на другой). При применении ADI кодирования при передаче данных формируется сигнал, по которому увеличивается вероятность синхронизации приёмника с передатчиком в процессе передачи сигнала, за счёт того, что при передаче последовательности, состоящей из длинной последовательности логических «нулей» или логических «единиц» происходит инвертирование уровня сигнала.

## Преимущества
- Решены вопросы срыва синхронизации приемника и передатчика когда наблюдается длинная последовательность в данных состоящая из логических «нулей »или «единиц»;
- Легкость при цифровой реализации.

## Недостатки
- Не самосинхронизирующийся код

## Применение
- В оптоволоконных линиях связи